# Hafiz (Koran)
Hafiz (Arabisch:  الحفيظ ), is een Arabisch woord dat voortkomt uit de wortel van hfz ( حفظ ) hetgeen 'beschermen', 'memoriseren' betekent. In de islamitische traditie wordt met een hafiz een persoon bedoeld die de gehele Koran uit zijn hoofd kent.
Door de rijmende structuur en het vaste metrum is de Koran ondanks zijn aanzienlijke lengte relatief gemakkelijk te memoriseren. Een hafiz staat onder moslims in hoog aanzien, daar deze het woord Gods verinnerlijkt heeft. In Arabische biografieën wordt traditioneel aangegeven op welke leeftijd men de status van hafiz (en later imam oftewel voorganger) verkrijgt. Zo wordt gesteld dat de historicus Tabari al op zijn zevende de Koran van buiten kende en op zijn achtste voorganger werd.
Traditioneel wordt Mohammed in de islam als de eerste hafiz gezien.